# Zeehospitium

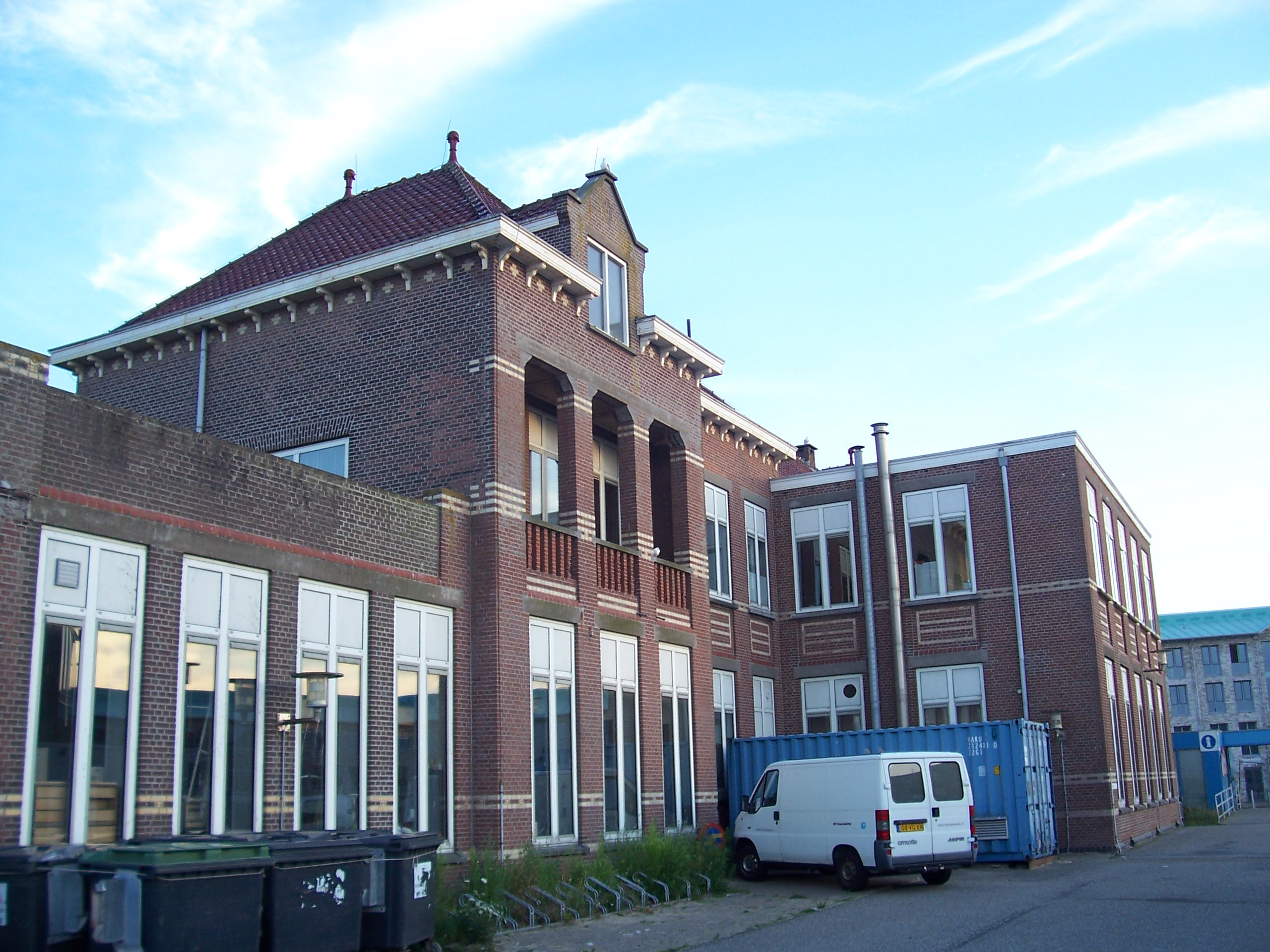
Een van de laatste oude bijgebouwen van het Zeehospitium

Het Zeehospitium in Katwijk was een sanatorium voor kinderen met tuberculose.

## Geschiedenis
Het sanatorium werd in 1908 door koningin-moeder Emma geopend en stond bekend onder de naam Rotterdamsch Hospitium. Het diende als sanatorium voor kinderen met tuberculose uit de stedelijke ziekenhuizen. De frisse zeelucht was een belangrijk onderdeel van de kuur. Het hospitium lag in de duinen en via een speciaal tunneltje, dat in 1933 gebouwd werd, konden de kinderen naar het strand gebracht worden.

### Tweede Wereldoorlog
Tijdens de Duitse aanval op Nederland werd Katwijk op 10 mei 1940 op de Duitsers heroverd. Nederlandse troepen werden toen in het Zeehospitium ondergebracht. De hoofdverbandplaats, eerst ondergebracht in het seminarium, werd overgebracht naar het zeehospitium en stond onder leiding van Dr J. Niekerk. Zwaargewonden kregen eerste hulp en werden dan naar een ziekenhuis in Leiden gebracht.
In 1942 werd de Atlantikwall gebouwd en kon het verbindingstunneltje tussen het sanatorium en het strand niet meer gebruikt worden. Het werd wel gebruik door Engelandvaarders, voor wie het tunneltje een geschikte plek was om een bootje te verstoppen tot het moment dat zij aan een overtocht naar Engeland konden beginnen. 
Na de oorlog werd de Boulevard vernieuwd, daarbij werd ook het tunneltje verbouwd. Later verdween het onder het duinzand. Dertig jaar later, op 30 januari 2014, werd het tunneltje tijdens werkzaamheden aan de kustversterking weer opgegraven.

### Na de oorlog
Eind jaren vijftig kreeg de organisatie de officiële erkenning als Regionaal Klinisch Revalidatiecentrum. Er was ook een mytylschool aan verbonden.
Door verschillende instanties werd echter ook blijvende huisvesting gezocht voor spastische en uitgerevalideerde kinderen en voor andere ernstig lichamelijk gehandicapten. Dat leidde in de jaren zeventig tot het Rijnlands Voorzieningen Centrum (RVC). Het Zeehospitium bestond nu uit het Rijnlands Revalidatie Centrum (RRC) (met een afdeling voor poliklinische hartrevalidatie), het RVC en Mytylschool De Vierbot.
De organisatie ontwikkelde zich verder en verschillende onderdelen besloten alleen door te gaan. Het RRC, het Centrum voor Hart- en Longrevalidatie en de mytylschool verhuisden naar Leiden. Het RVC bleef achter in Katwijk. Het Rijnlands Voorzieningen Centrum fuseerde in 2005 met de Stichting Bollenstreek in Noordwijkerhout, waaruit de Stichting Het Raamwerk ontstond. Het Rijnlands Revalidatie Centrum fuseerde op 1 januari 2019 met Sophia Revalidatie tot het expertisecentrum voor medisch-specialistische revalidatiezorg Basalt.

## Huidig gebruik
Precies honderd jaar na de opening van het zeehospitium werd in 2008 door prinses Margriet de eerste nieuwe zorgwoning geopend. Dit was het begin van een nieuwe wijk in Katwijk.